# Masuccio Salernitano

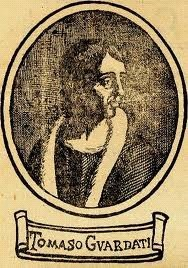
Masuccio Salernitano (Tommaso Guardati).

Masuccio Salernitano (nacido como Tommaso Guardati; Salerno, 1410-1475) fue un escritor italiano.
Miembro de la familia noble de los Guardati, fue poeta y narrador. De joven siguió estudios eclesiásticos, pero los abandonó para convertirse en funcionario de la corte de Alfonso V de Aragón en Nápoles, en cuyo ambiente humanista desarrolló su carrera de escritor. Después de 1463 regresó a Salerno, donde fue secretario del príncipe Roberto Sanseverino.
Su obra más famosa es Il Novellino, una colección de cincuenta novelle o historias cortas, en buena parte satíricas o grotescas, precedidas cada una de una dedicatoria, para la que se alimentó en gran medida de la obra de Bocaccio y que se publicó póstuma en 1476, al cuidado de Francesco del Tuppo. Sus cuentos poseen un declarado sabor anticlerical, por lo que fueron incluidos por la Inquisición en el Index librorum prohibitorum de 1557.
La trigesimotercera de estas historias es la de Mariotto y Giannozza, que fue posteriormente adaptada por Luigi da Porto, quien cambió los nombres por Romeo y Giulietta, trasladó la ambientación a Verona y la publicó como Historia novellamente ritrovata di due nobili amanti. Una versión más conocida es la de Mateo Bandello (Novelle II,9), traducida al inglés por Arthur Brooke (Tragicall Historye of Romeus and Juliet (1562) y por William Painter en The Palace of Pleasure (1556) (a partir de la versión francesa de Pierre Bouistau y François de Belleforest, Histoires tragiques) fuentes de la famosa obra de Shakespeare Romeo y Julieta y de la no tan conocida comedia Castelvines y Monteses de Lope de Vega. 
- Datos: Q983263
- Multimedia: Masuccio Salernitano / Q983263